# 장 (음식)

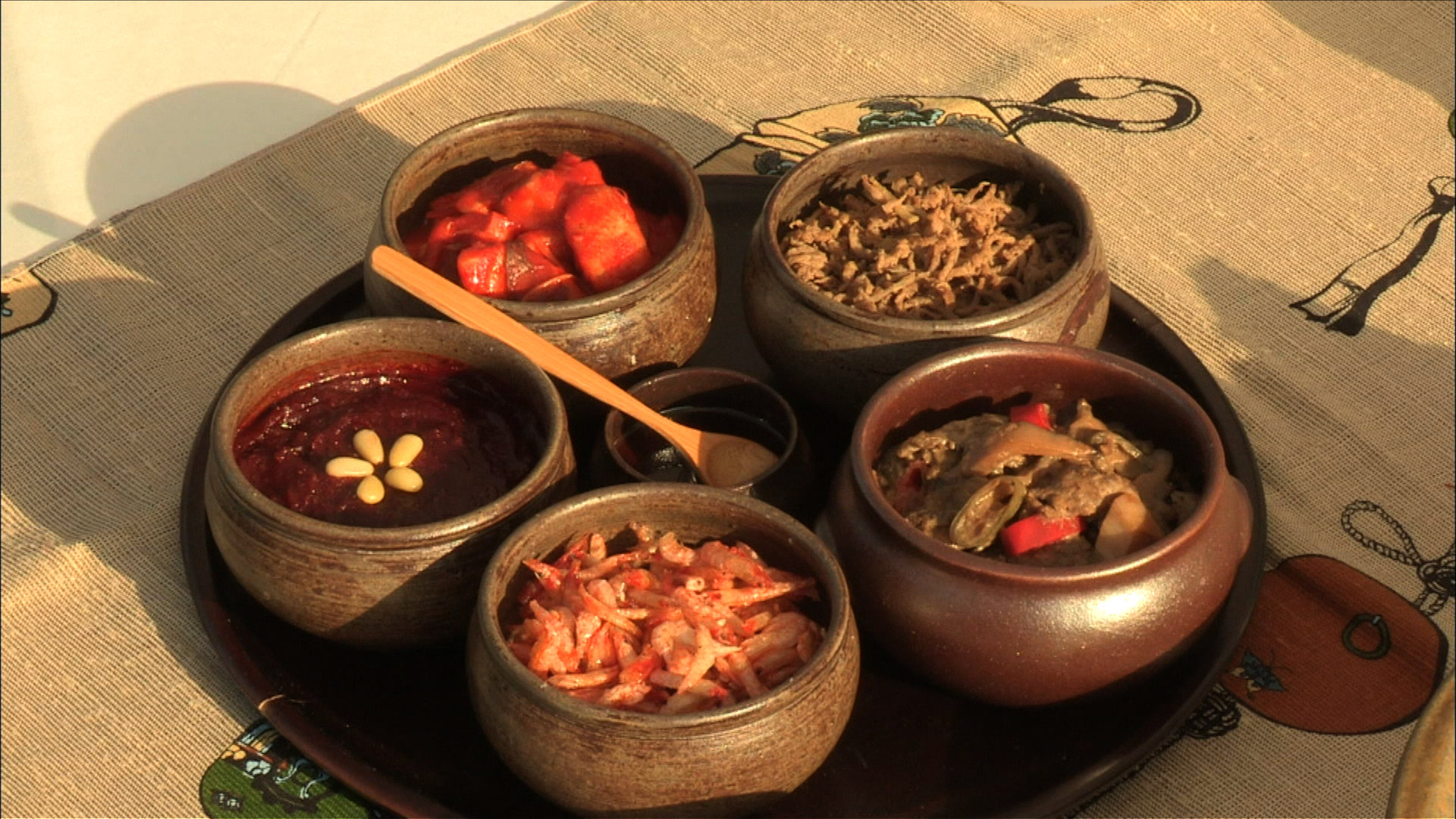
한국의 장

장(醬)은 간장, 고추장, 된장 등 발효된 짠 조미료를 통틀어 이르는 말이다.
곡식으로 만든 곡장(穀醬), 생선으로 만든 어장(魚醬), 고기로 만든 육장(肉醬), 채소로 만든 초장(草醬) 등이 있으며, 동물성 재료로 만든 육장과 어장은 해(醢)로 부르기도 한다.

## 곡장
- 간장(동아시아)
- 고추장(한국)
- 낫토(일본)
- 된장(한국)
- 두반장(중국)
- 미소(일본)
- 집장(예산)
- 청국장(한국)
- 춘장(중국, 한국)
- 푸른콩장(제주)

## 어장
- 새우장(아시아)
- 식해(한국)
- 어장(아시아)
  - 멸장(한국)
  - 어간장(제주)
- 어육장(한국)
- 젓갈(한국)

## 육장
- 메뚜기장(한국)
- 어육장(한국)

## 초장
- 감자장(한국)